# Trematocephalus
Trematocephalus és un gènere d'aranyes araneomorfes de la subfamília dels erigonins, dins de la família Linyphiidae . Es troba a la zona paleàrtica i Sri Lanka.
Fou descrit per primera vegada per Friedrich Dahl l'any 1886.

## Llista d'espècies
Segons The World Spider Catalog 12.0:
- Trematocephalus cristatus (Wider, 1834) (Espècie tipus)
- Trematocephalus obscurus Denis, 1950
- Trematocephalus simplex Simon, 1894
- Trematocephalus tripunctatus Simon, 1894